# Makkarajärvi (Övertorneå socken, Norrbotten, 740784-183389)
Makkarajärvi är en sjö i Övertorneå kommun i Norrbotten och ingår i Torneälvens huvudavrinningsområde. Sjön är 5,6 meter djup, har en yta på 0,621 kvadratkilometer och befinner sig 170 meter över havet. Makkarajärvi ligger i naturreservatet Makkarajärvi och i Torne och Kalix älvsystem Natura 2000-område. Sjön avvattnas av vattendraget Ruokojoki.

## Delavrinningsområde
Makkarajärvi ingår i det delavrinningsområde (740666-183371) som SMHI kallar för Utloppet av Makkarajärvi. Medelhöjden är 181 meter över havet och ytan är 4,1 kvadratkilometer. Det finns inga avrinningsområden uppströms utan avrinningsområdet är högsta punkten. Ruokojoki som avvattnar avrinningsområdet har biflödesordning 3, vilket innebär att vattnet flödar genom totalt 3 vattendrag innan det når havet efter 130 kilometer. Avrinningsområdet består mestadels av skog (54 procent). Avrinningsområdet har 0,74 kvadratkilometer vattenytor vilket ger det en sjöprocent på 18,1 procent.